# The Sins of Society
The Sins of Society és una pel·lícula muda dirigida per Oscar Eagle i protagonitzada per Robert Warwick i Alec B. Francis Basada en l'obra homònima de Cecil Raleigh i Henry Hamilton (1907), es va estrenar el 29 de novembre de 1915.

## Argument
Marian i Gwendolin Beaumont són dues germanes orfes que han heretat una petita fortuna però que de mica en mica es va esvaint per l'afició al joc. Marian acaba en les xarxes de Noel Ferrers que amb l'excusa d'ajudar-la, cada vegada l'enfonsa més. Ferrers convenç Marian per a que mostri com a penyora a l'empresari Robert Morris una magnífica tiara de pedres precioses que li ha deixat Madame d'Orville. La idea és intercanviar la caixa de la tiara per una que només té paper. Amb els diners que aconsegueixin Ferrers li diu que si aposta pel seu cavall en la propera cursa obtindrà una gran fortuna. Tot és una trampa, Noel espera obligar la seva germana bessona Gwendolin a casar-se amb ell, i el cavall, evidentment, no guanya. Una nit, Morris veu a Madame d'Orville amb la tiara que se suposa que està en la caixa forta. Com que la tiara és molt especial, difícilment es tracta d'un duplicat, per lo que Morris demana a Marian de presentar-se demà davant el seu advocat per obrir la capsa. Dorian March, un oficial de l'exèrcit nord-americà enamorat de Gwendolin acudeix al rescat. Mentre la policia cerca Marion, Dorian, sense saber què conté, agafa la capsa i atreu les sospites cap a ell. Després d'eludir la policia saltant al riu, s'allista en un regiment canadenc.
El vaixell de tropes que el porta al front es torpedinat per un submarí i s'enfonsa amb tothom qui és a bord. Ara que tothom creu que Dorian s'ha ofegat, Gwendolin es veu forçada a casar-se amb Noel, que amenaça de denunciar la seva germana. Dorian, però, ha estat rescatat per un vaixell de vapor i torna just abans que ella accepti casar-se. En saber Madame D'Orville el que ha succeït, retorna amb l'ajuda de Hogg, un pretendent, la tiara a Morris com si se l'hagués entregat un lladre arrepentit. L'intent de Ferrers de forçar el casament es veu fustrat amb l'arribada de Morris amb un inspector de policia que explica que s'ha retornat la tiara al seu propietari per lo que no hi ha cas. Marian queda lliure de càrrecs i Gwendolin es pot casar amb Dorian.

## Repartiment
- Robert Warwick (capità Dorian March)
- Alec B. Francis (Noel Ferrers)
- Ralph Delmore (Robert Morris)
- Royal Byron (Henry Hogg)
- George Ingleton (inspector Parker)
- Robert B. Mantell Jr. (Jim Baines)
- Harry Weir (coronel Gretton)
- Dorothy Fairchild (Marian Beaumont)
- Frances Nelson (Gwendolin Beaumont)
- Lila Chester (Madame D'Orville)
- Mildred Havens (Mary)